# Killing Season
Killing Season – piąty album studyjny trashmetalowego zespołu Death Angel wydany 26 lutego 2008 roku przez wytwórnię Nuclear Blast. Album został wydany również w limitowanym nakładzie 500 sztuk wraz z DVD Death Angel live in La Laiterie, Strasbourg, France, April 17th 2003 zarejestrowanym 17 kwietnia 2003 roku.

## Lista utworów

### CD
1. „Lord of Hate” – 4:23
2. „Sonic Beatdown” – 3:28
3. „Dethroned” – 4:04
4. „Carnival Justice” – 3:08
5. „Buried Alive” – 4:27
6. „Soulless” – 5:06
7. „The Noose” – 3:36
8. „When Worlds Collide” – 4:24
9. „God vs God” – 4:42
10. „Steal the Crown” – 2:56
11. „Resurrection Machine” – 6:58

### DVD
Tylko w limitowanej edycji pod nazwą „Blood Pack”.
1. „The Ultraviolence Part 1”
2. „Seemingly Endless Time”
3. „Voracious Souls”
4. „Mistress Of Pain”
5. „3rd Floor”
6. „Evil Priest”
7. „Stagnant”
8. „Bored”
9. „Kill As One”

## Twórcy
| Death Angel - Mark Osegueda – wokal - Rob Cavestany – gitara, wokal wspierający, produkcja - Ted Aguilar – gitara - Denis Pepa – gitara basowa, wokal wspierający - Andy Galeon – perkusja Gościnnie - Scott Ian – wokal wspierający - Brian Posehn – wokal wspierający | Personel - Nick Raskulinecz – produkcja, inżynieria dźwięku, miksowanie - Tom Zutaut – producent wykonawczy - Tony Espinoza – inżynieria dźwięku (asystent) - Boon Spooner – inżynieria dźwięku (asystent) - Dan Burns – cyfrowa edycja - Brian Gardner – mastering - Teresa Faye Hill – zdjęcia - Kris Kuksi – projekt okładki - Oliver Barth – filmowanie (DVD) |